# Route nationale 757
Pour les articles homonymes, voir Route 757.
La route nationale 757 ou RN 757 était une route nationale française reliant Azay-le-Rideau à Migné-Auxances. À la suite de la réforme de 1972, elle a été déclassée en RD 757.

## Ancien tracé d'Azay-le-Rideau à Migné-Auxances (D 757)
- Azay-le-Rideau
- L'Île-Bouchard
- Brizay
- Richelieu
- Lencloître
- Vendeuvre-du-Poitou
- Avanton
- Migné-Auxances